# Боннер, Паки
Па́трик Джо́зеф (Паки) Бо́ннер (англ. Patrick Joseph "Packie" Bonner; 24 мая 1960, Бёртонпорт, Республика Ирландия) — ирландский футболист, вратарь. Большую часть карьеры провёл в шотландском «Селтике», за который сыграл 641 матч во всех турнирах. За национальную сборную Ирландии сыграл 80 матчей. Участник двух чемпионатов мира и одного чемпионата Европы. После завершения карьеры игрока работал тренером и техническим директором Ирландской футбольной ассоциации.

## Карьера
Боннер начал заниматься футболом в юношеской команде «Киди Роверс». Скауты «Селтика» заметили его во время выступлений в юношеском кубке Футбольной ассоциации в составе «Лестера» и в мае 1978 года он подписал контракт с клубом. Его дебют в составе клуба состоялся в День Святого Патрика 1979 года в победном матче против «Мотеруэлла». Основным голкипером «Селтика» в тот период был Питер Латчфорд, но в августе 1980 года он получил травму руки и Боннер получил шанс проявить себя, который использовал уверенно сыграв против «Манчестер Юнайтед» (игра завершилась со счётом 0:0).
В 1981 году он выиграл первую золотую медаль чемпионата в качестве игрока основного состава и дебютировал в сборной Ирландии. Осенью того же года Боннер хорошо проявил себя в Кубке чемпионов, несмотря на вылет «Селтика» после поражения от «Ювентуса». В 1982 году «кельты» второй раз подряд стали чемпионами Шотландии, а осенью в первом раунде Кубка чемпионов выиграли у «Аякса» во главе с Йоханом Кройффом.
В 1985 году Боннер впервые в карьере стал обладателем Кубка Шотландии, блестяще сыграв в финальном матче с Данди Юнайтед, выигранном 1:0. В сезоне 1987/88, в год празднования столетия клуба, Селтик сделал дубль. Для Боннера это был четвёртый чемпионский титул. После триумфального сезона в клубе, он в составе сборной Ирландии поехал на чемпионат Европы в ФРГ. Первый матч на турнире ирланды выиграли у сборной Англии благодаря быстрому голу Рэя Хаутона и уверенной игре Боннера. Голкипер хорошо сыграл и в следующих матчах против СССР и Нидерландов, но команда заняла только третье место в группе.
Старт сезона 1988/89 Патрик пропустил из-за травмы спины. С новичком Иэном Эндрюсом в воротах «Селтик» потерял много очков в начале чемпионата и не смог защитить титул. Тем не менее, весной 1989 года клуб с вернувшимся Боннером выиграл Кубок Шотландии.
В 1990 году Боннер вошёл в состав сборной Ирландии на чемпионат мира в Италии. Ирландцы заняли второе место на групповом этапе, а в матче 1/8 финала встречались с Румынией. Основное и дополнительное время завершились со счётом 0:0, а в серии пенальти Боннер отразил удар Даниэла Тимофте и вывел свою команду в четвертьфинал. В своей автобиографии «Packie Bonner — The Last Line» он писал, что перед турниром получил благословение от Папы римского Иоанна Павла II.
В 1994 году на чемпионате мира сборная Ирландии с Боннером в воротах дошла до стадии 1/8 финала, где проиграла Нидерландам. Перед турниром главный тренер «Селтика» Лу Макари принял решение о продаже Патрика в «Килмарнок». Летом Макари был отправлен в отставку и на его место как раз из «Килмарнока» пришёл Томми Бернс, который взял Боннера с собой. Патрик провёл в составе «кельтов» ещё два сезона и в 1997 году покинул команду.

## Достижения
Селтик:
- Чемпион Шотландии: 1980/81, 1981/82, 1985/86, 1987/88
- Обладатель Кубка Шотландии: 1979/80, 1987/88, 1988/89, 1994/95
- Обладатель Кубка шотландской лиги: 1982/83